# Сукотаи (исторический город)

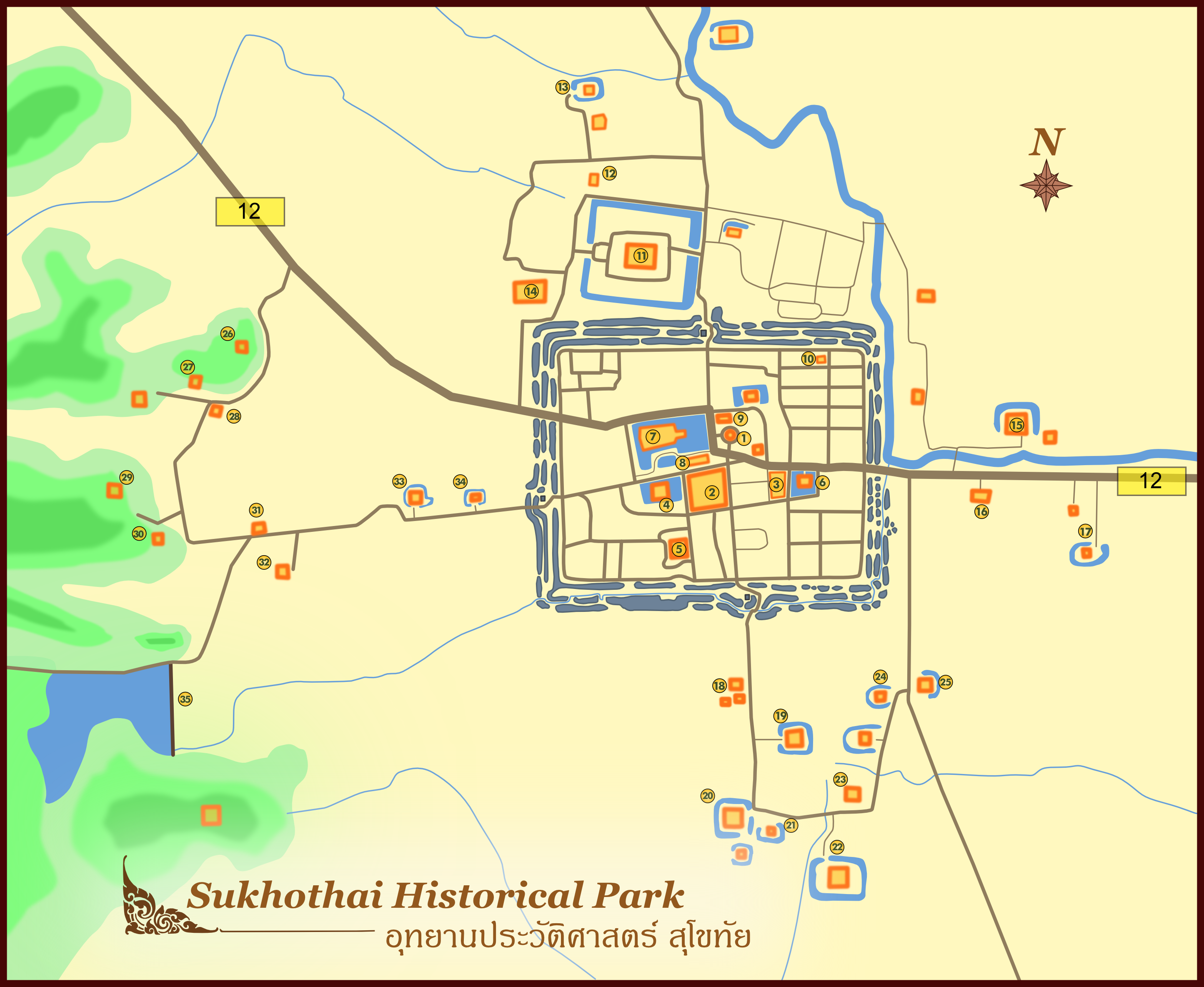
План исторического парка Сукотаи

Исторический город Сукотаи (или Сукхотхай, тайск. อุทยานประวัติศาสตร์สุโขทัย) — исторический памятник со множеством храмов в северной части Таиланда, столица одноимённого средневекового королевства Сукхотаи XIII—XIV веков. Расположен в 12 км от современного города Сукхотхай, столицы одноимённой провинции.
Город был основан в 1238 году как кхмерское поселение, его название переводится как «Рассвет счастья». Был столицей независимого королевства, просуществовавшего около 120 лет.
Сукотаи со всех сторон был окружен стенами, северная и южная стены имеют 2 км в длину, а западная и восточная — 1,6 км. На территории в 70 км² обнаружено около 200 исторических объектов. В центре каждой стены были ворота, внутри стен располагался королевский дворец и 26 храмов, крупнейшим из которых был Ват Махатхат.
Ват Махатхат сочетает в себе храм-башню и ступы. Четырёхугольная центральная башня сужаясь кверху обретает округлую форму, на вершине которой находится шпиль. Вокруг башни расположены небольшие ступы, а внутри её находится статуя Будды. Около храма располагаются могильных курганов и большая статуя сидящего Будды. Раньше памятник был окружён водяным рвом.
Ват Сан-Да-Пха-Даенг — самое древнее сооружение Сукотаи относится к XII веку, пранг сделан из латерита.
В Вате Си-Чум установлена гигантская статуя Будды Пхра Ачана, размер ладони статуи сравним с человеческим ростом.
Кхмерский храм с тремя прангами Ват Си-Саваи изначально был посвящён Шиве, но впоследствии переделан.
Остатки исторического города были объявлены защищаемой зоной в 1961 году, в 1976 году был одобрен проект реставрации, а в июле 1988 года парк был официально открыт. В настоящее время за памятником следит Департамент изящных искусств Таиланда. В 1991 году памятник был включён в список Всемирного наследия ЮНЕСКО совместно с соседними историческими городами Си-Сатчаналай и Кампхэнг-Пхет.

## Планировка
Главный храм — Ват Махатат — тут построили в 1345 году. Весь комплекс располагался в самом центре города и состоял из главного храма в форме лотоса, уединённых мест для прогулок и почти двухсот строений и статуй по бокам.
Рядом располагался королевский дворец. Здесь были заложены основы тайской государственности и монархии. А при третьем правителе Сукхотаи Рамакхамхаенге разработан использующийся по сей день тайский алфавит.
В отличие от камбоджийских храмов, входы на территорию комплекса располагались не по его осям — для фронтального обзора памятника, — а почти с углов. Это позволяло входившим видеть постройки в живописных ракурсах. Еще более эффектной картину делали многочисленные водоемы, отражавшие причудливые здания. Его строили всем миром, призвав лучших художников и архитекторов.
Огромное изображение сидящего Будды у входа в храм, выполненное в характерном «стиле Сукотаи», — один из ярких примеров того, что теперь считается «тайской классикой».
В классическом тайском стиле выполнен и современный бронзовый памятник правителю Сукхотаи Рамакхамхаенгу Великому, придумавшему в 13 веке тайский алфавит. В его правой руке — принадлежности для письма, а слева от трона — кинжал. Рядом стоит копия испещренной надписями стелы, свидетельствующей о закладке великолепного города, которому суждено стать столицей великого царства. Именно при Рамакхамхаенге буддизм стал главной религией Сиама. Одиннадцатиметровая статуя Будды выглядит грандиозной в относительно небольшом зале храма. Увидеть её издалека невозможно, смотреть на Просветлённого можно только вблизи и снизу.
По замыслу зодчих, человек должен ощущать себя здесь крошечным и ничтожным созданием по сравнению с огромным, возвышающимся до неба Буддой.
В средние века керамика сангхалок была самым известным товаром из Сукотаи. Его продавали на территории современных Вьетнама, Лаоса, Мьянмы, Малайзии, Индонезии и даже Китая.
Возможно, слово сангхалок — китайского происхождения. Ведь именно из древнего Китая техника производства керамики пришла в Сукотаи. Торговые связи древней столицы сиамского царства были очень обширными.

## Галерея

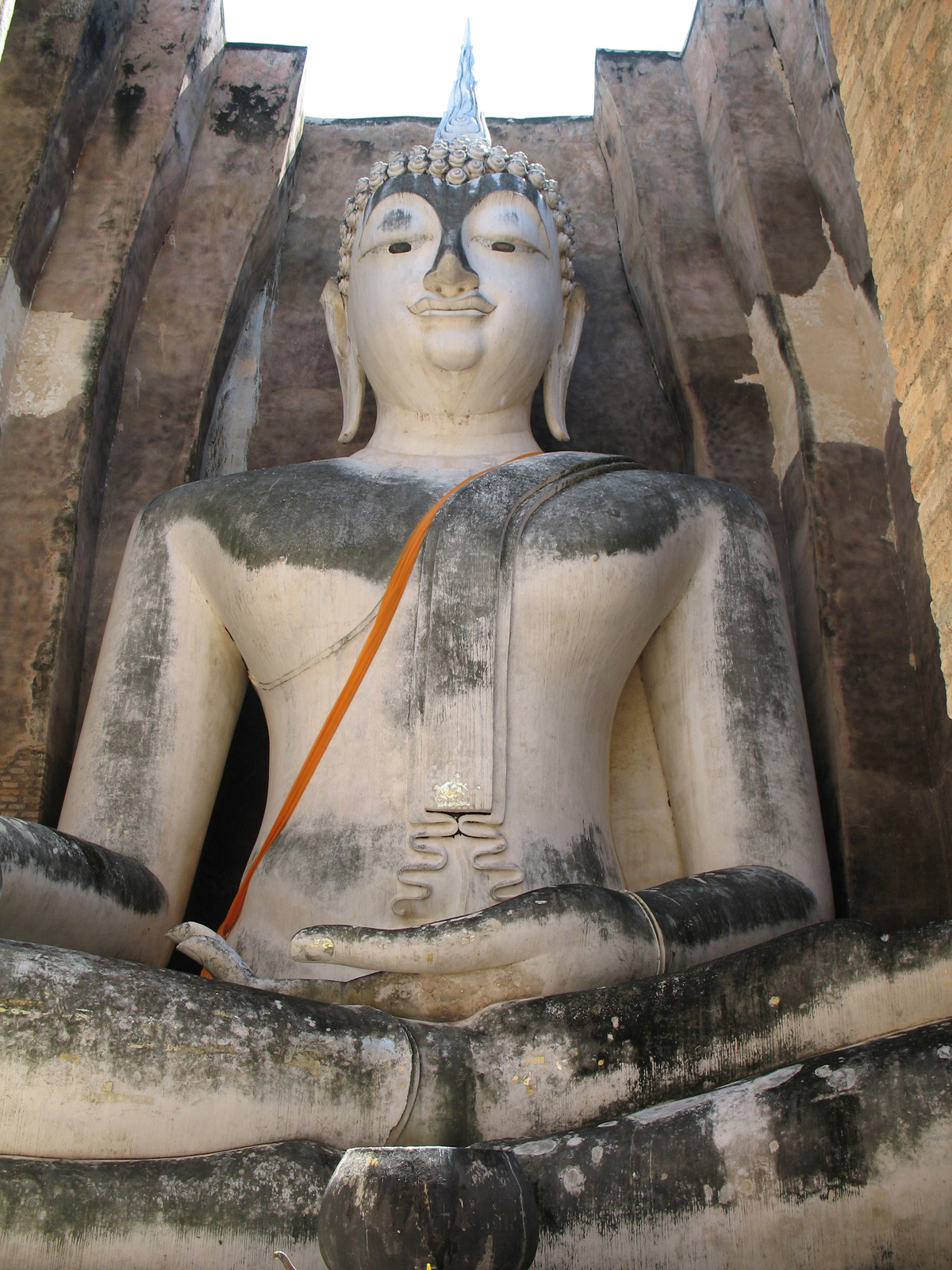
Статуя Будды Пхра Ачана, Ват Си-Чум
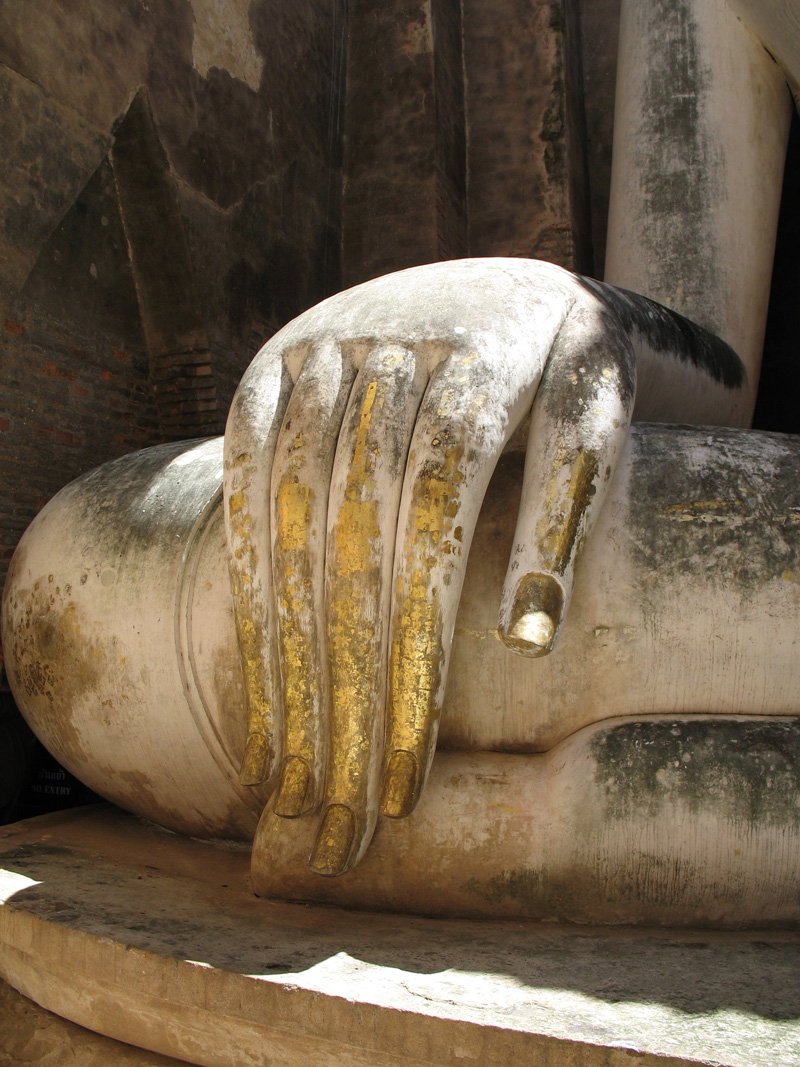
Рука Пхра Ачана
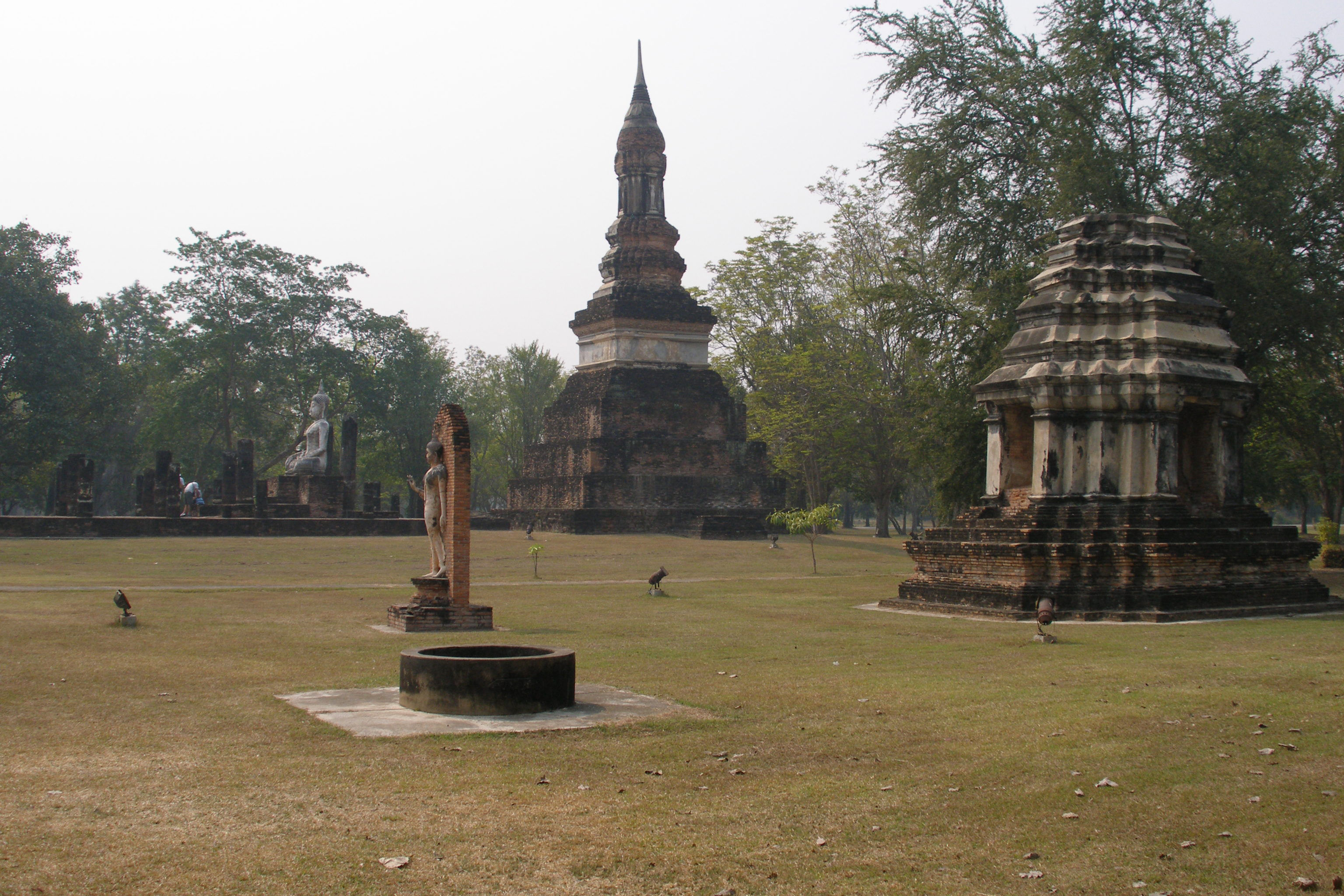
Ват Махатхат (храм Великой реликвии)
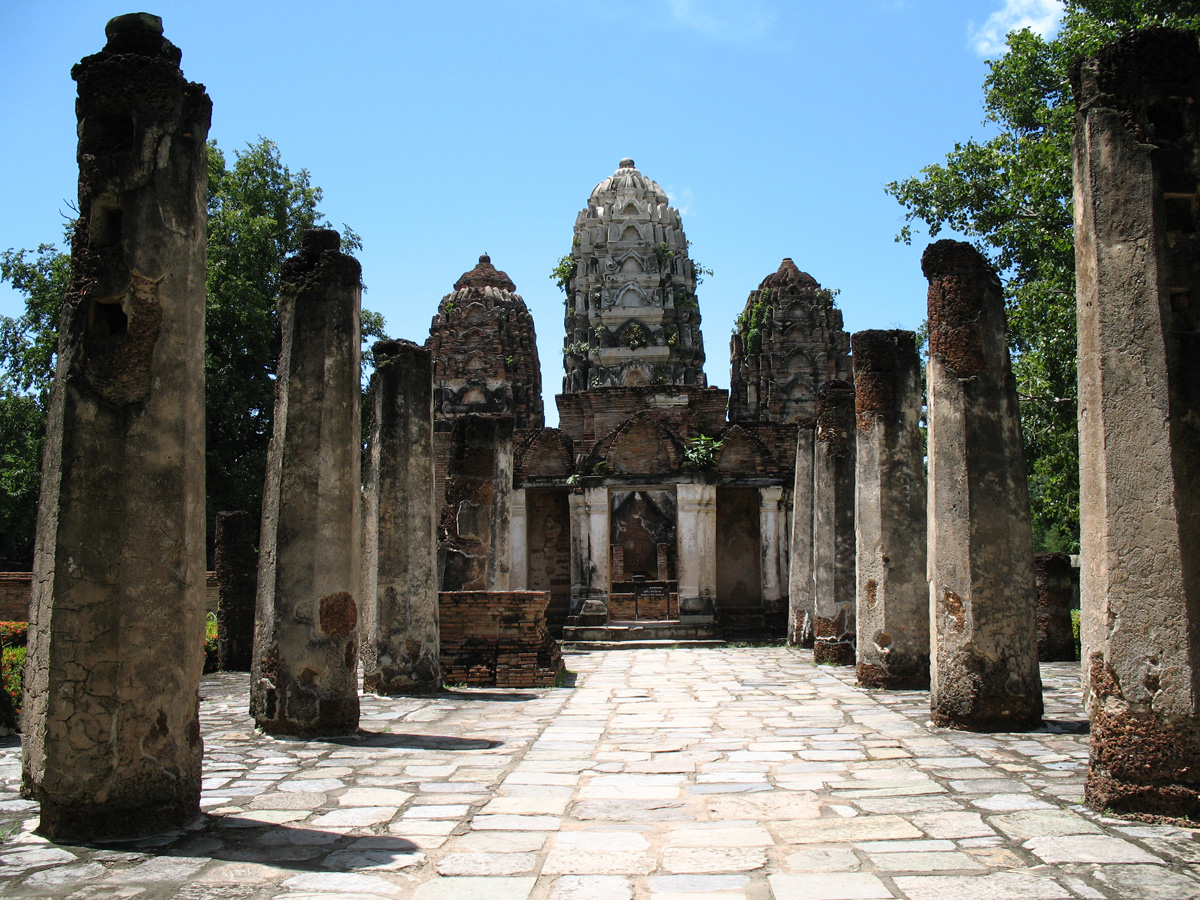
Ват Си-Саваи
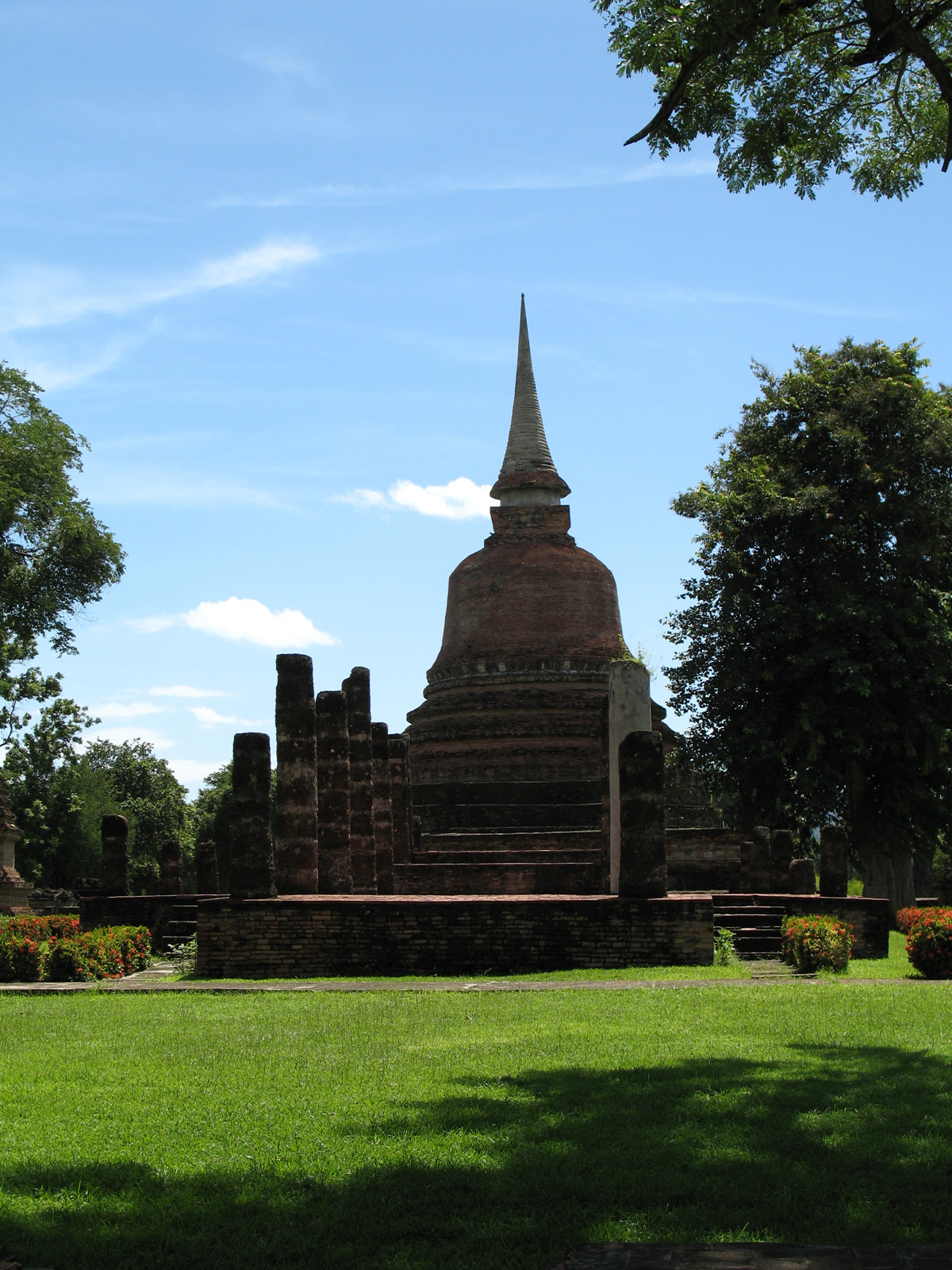
Ват Са-Си (храм на Великолепном пруду)
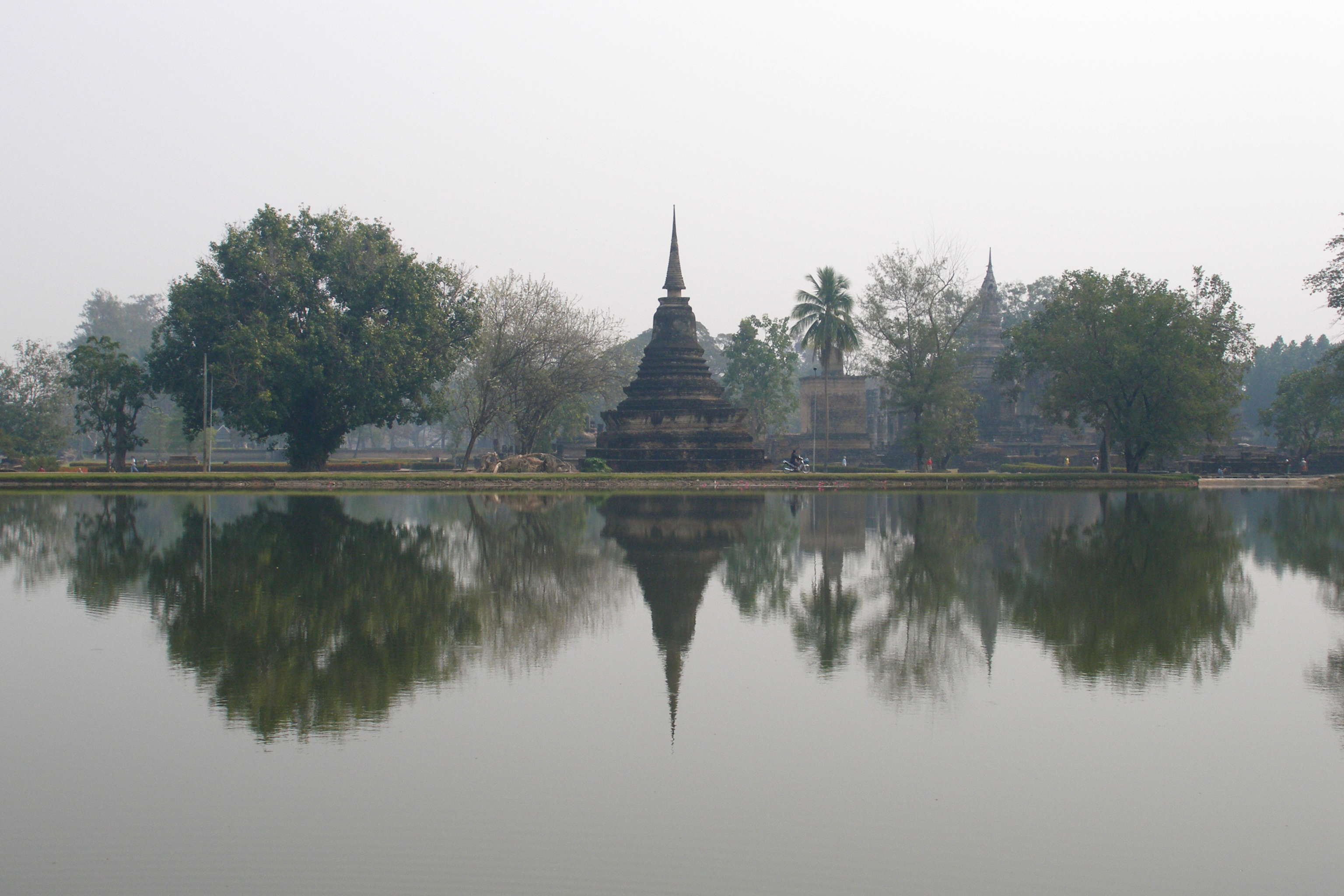
Пруды
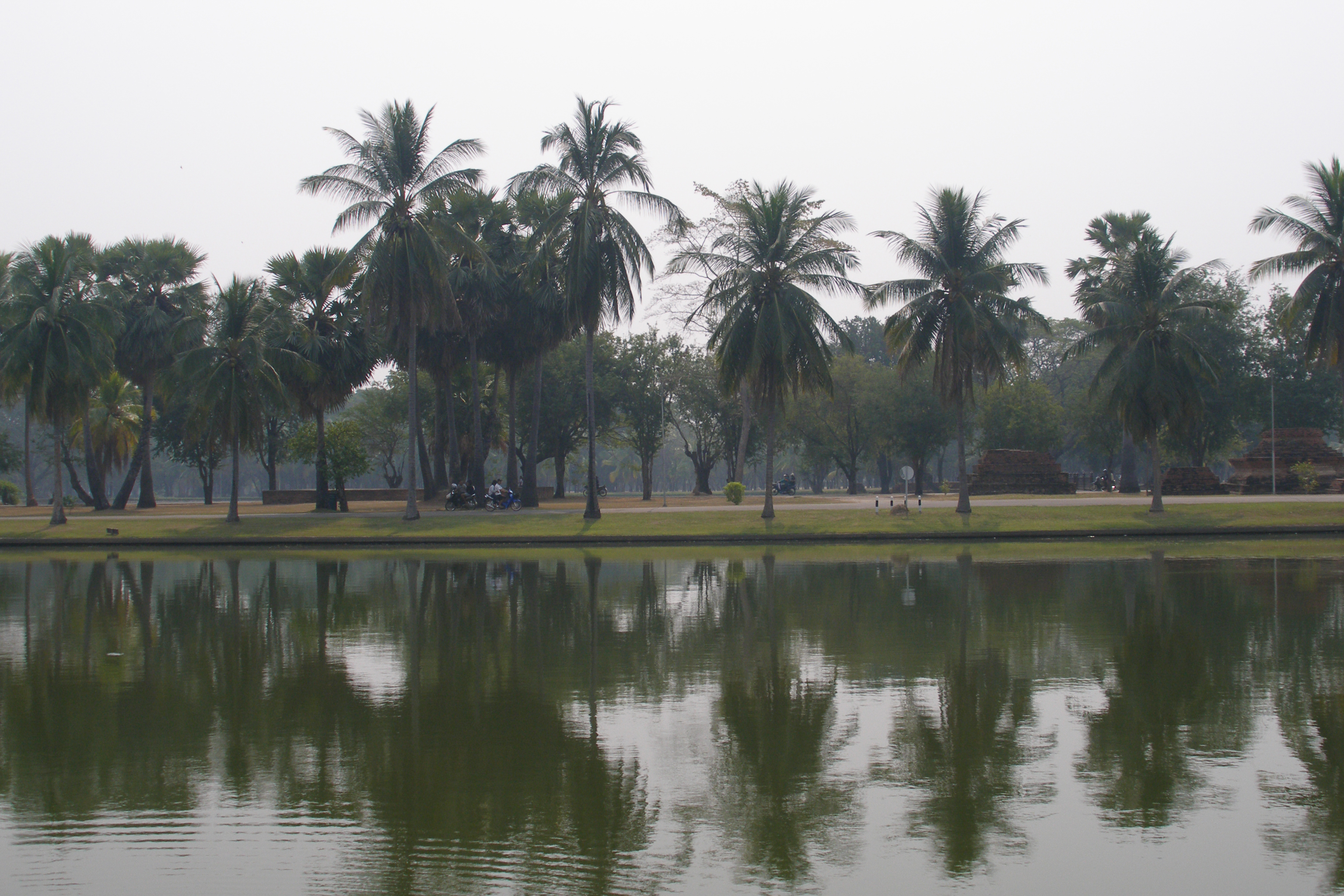
Пруды
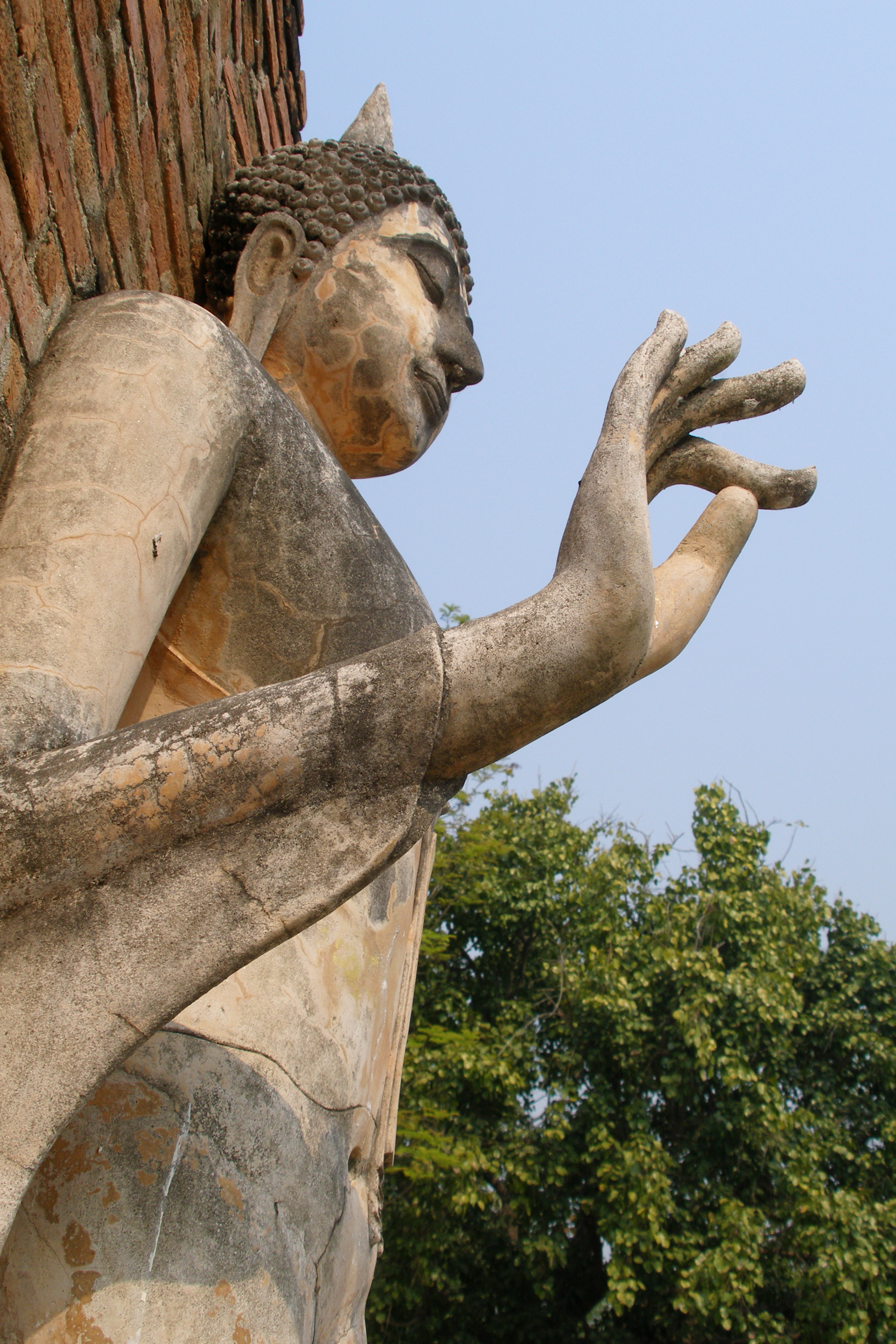
Статуя Будды
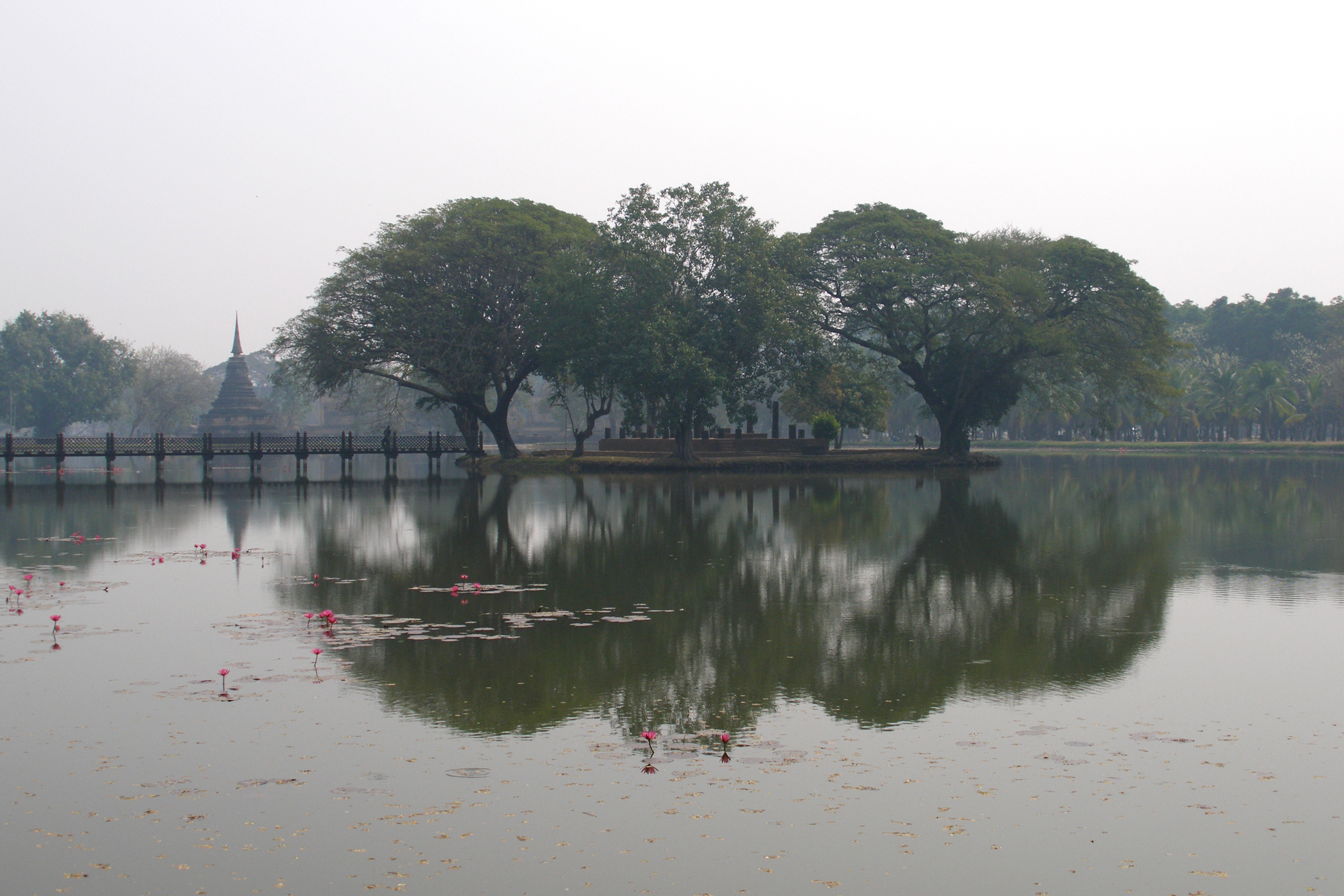
Ват Трафанг Нгоен на озере
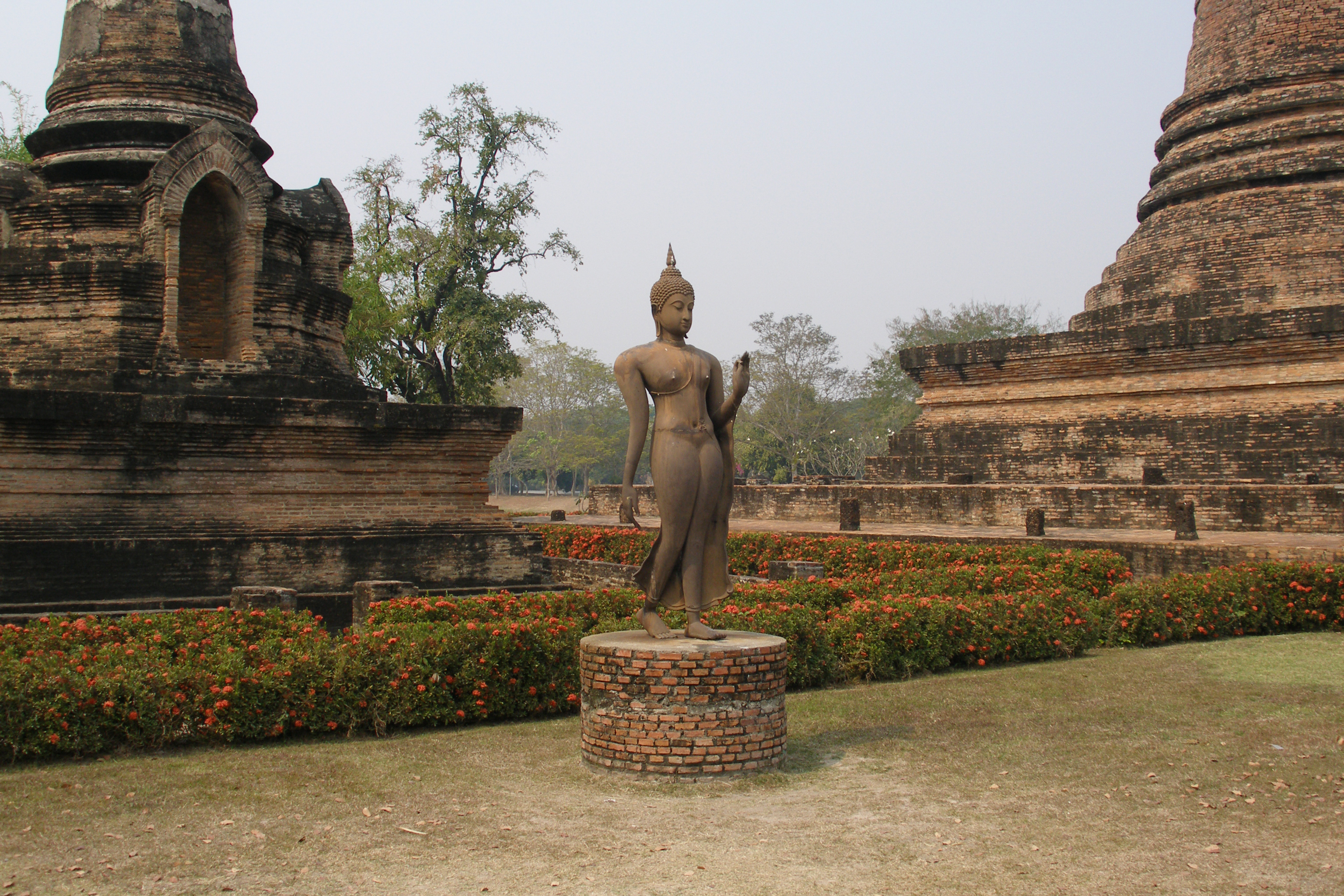
Ступы
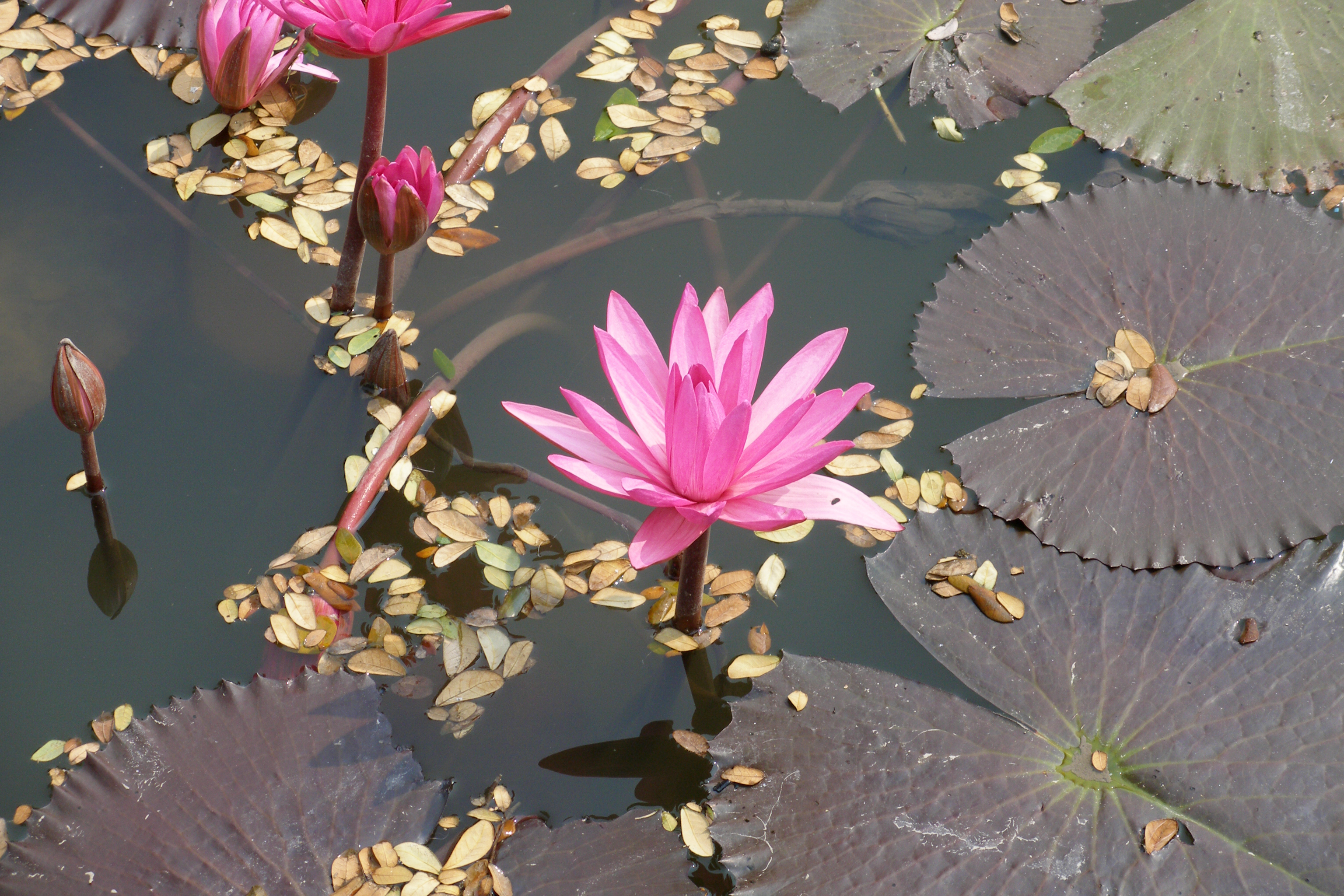
Цветы лотоса